# Mimke Berghaus
Mimke Jürgens Johannes Berghaus (* 27. April 1899 in Oldeborg; † 14. März 1955 in Aurich) war ein deutscher Jurist und Verwaltungsbeamter. Von 1945 bis 1951 wirkte er als Regierungspräsident des Regierungsbezirks Aurich am Wiederaufbau Ostfrieslands mit.

## Leben

### Herkunft und Ausbildung
Berghaus wurde als einziger Sohn des späteren ostfriesischen Regierungspräsidenten Jann Berghaus geboren. Seine Kindheit verbrachte er auf Norderney, wo sein Vater als Bürgermeister tätig war. Nach dem Besuch der Volksschule und der Mittelschule auf der Insel wechselte er 1914 auf das Realgymnasium in Leer. 1917 legte er dort das Abitur ab. Anschließend wurde er zum Kriegsdienst eingezogen und diente bis 1919 als Infanterist im Ersten Weltkrieg. Nach seiner Entlassung nahm er ein Studium der Rechtswissenschaft an der Universität Göttingen auf, das er 1921 mit Promotion und dem ersten Staatsexamen in Celle abschloss. Das Assessorexamen folgte 1924 in Berlin.

### Juristische Laufbahn und politische Haltung
Zwischen 1924 und 1933 war Berghaus als Rechtsanwalt und Notar in Aurich tätig. Politisch engagierte er sich in der liberalen Deutschen Demokratischen Partei. Von 1925 bis 1930 war er außerdem Mitglied der Freimaurerloge „Zur Ostfriesischen Union“ in Emden. Wegen seines Eintretens für demokratische Prinzipien bereiteten ihm die Nationalsozialisten nach der Machtübernahme rasch Probleme. Im Mai 1933 wurde ihm die Berufsausübung untersagt, im August desselben Jahres entzogen sie ihm die Zulassung als Anwalt. Der Vorwurf: Er habe Mitglieder von KPD, SPD und DDP verteidigt – was als „kommunistische Betätigung“ gewertet wurde.

### Zeit des Nationalsozialismus
Die Jahre in der Zeit des Nationalsozialismus waren von beruflicher Unsicherheit geprägt. 1937 beteiligte sich Berghaus an einem Textilgroßhandel in Bremen, wo er mit seiner Familie auch hinzog. Vom Beginn des Zweiten Weltkriegs bis April 1943 war er zur Wehrmacht eingezogen und als Verwaltungsfeldwebel im Fürsorgewesen tätig.
Ab 1943 arbeitete er als juristischer Sachbearbeiter bei der Firma Deschimag in Bremen. Im Juni 1944 wurde er erstmals in „Schutzhaft“ genommen, nachdem sein Sohn regierungskritische Äußerungen gemacht hatte. Im Zuge der Verhaftungswelle nach dem gescheiterten Attentat auf Hitler am 20. Juli 1944 wurde auch Berghaus erneut festgenommen. Er wurde in das KZ Sachsenhausen eingeliefert und überlebte dort bis zur Befreiung durch US-amerikanische Truppen im Mai 1945 einen Todesmarsch.

### Rückkehr nach Ostfriesland
Wenige Wochen nach dem Kriegsende wurde Berghaus wieder als Anwalt zugelassen. Bereits am 10. Juli 1945 übertrug ihm die britische Militärregierung das Amt des Regierungspräsidenten im Regierungsbezirk Aurich – eine Position, die bereits sein Vater Jann Berghaus von 1922 bis 1932 innehatte.
Berghaus war in der unmittelbaren Nachkriegszeit maßgeblich mit dem Wiederaufbau Ostfrieslands befasst. Neben der Verwaltung des Versorgungsnotstandes zählte auch die Entnazifizierung der öffentlichen Stellen zu seinen zentralen Aufgaben. Seine Amtsführung war geprägt von Pragmatismus und persönlicher Integrität, wurde aber von starken gesundheitlichen Problemen überschattet, die aus der KZ-Haft resultierten. Mit 52 Jahren wurde er Ende 1951 aufgrund einer Herzerkrankung in den Ruhestand versetzt.

### Letzte Jahre
In den Jahren nach seiner Pensionierung sah sich Berghaus verschiedenen dienstrechtlichen und strafrechtlichen Untersuchungen ausgesetzt. Es ging unter anderem um den Vorwurf, er habe unrechtmäßig Sonderzahlungen bezogen. In den meisten Punkten wurde er juristisch entlastet – nichtsdestotrotz setzten ihm die Vorwürfe persönlich stark zu.
Am 14. März 1955 starb Berghaus an einem Herzinfarkt. Er wurde 55 Jahre alt. Ein Jahr zuvor war sein Vater Jann Berghaus gestorben.

## Nachlass
Der schriftliche Nachlass von Mimke Berghaus und seinem Vater Jann Berghaus befindet sich heute im Niedersächsischen Landesarchiv, Abteilung Aurich. Die Sammlung umfasst vor allem Korrespondenzen, die sowohl familiäre als auch politische Einblicke bieten – und auch die Rolle seines Vaters Jann Berghaus als ostfriesischer Politiker dokumentieren. Die Übergabe erfolgte 2019 durch seine Tochter.